# Bielkowskij
Bielkowskij (ros. Бельковский остров) – najmniejsza i najbardziej wysunięta na zachód wyspa w grupie Wysp Anjou w archipelagu Wysp Nowosyberyjskich, na Morzu Łaptiewów. Administracyjnie należy do Jakucji. Jej powierzchnia wynosi 375,6 km².
Od sąsiedniej wyspy Kotielnyj jest oddzielona cieśniną Zarii (nazwaną na cześć okrętu Zaria Eduarda Tolla). Na południe od Bielkowskij położona jest mała wyspa Striżewa.
Wyspa została odkryta w 1808 roku przez rosyjskiego kupca Bielkowa.